# Slag der Drie Koningen
De Slag der Drie Koningen, ook dikwijls genoemd naar de Marokkaanse stad Ksar-el-Kebir (Portugees: Alcácer Quibir; Spaans: Alcazarquivir) of naar de rivier de Oued El-Makhazine (), was een veldslag op 4 augustus 1578 waarin een leger onder koning Sebastiaan I van Portugal, bijgestaan door de Saadi-troonpretendent Abu Abdallah Mohammed II, verslagen werd door de Saadi-sultan Abu Marwan Abd al-Malik I. De drie vorsten lieten allen het leven in de strijd. De nederlaag betekende voor Portugal het einde van de imperiale ambities in de Maghreb en legde het land zodanige verliezen op dat het weinig later onder Spaanse heerschappij kwam. De Marokkaanse overwinning bracht Ahmad I al-Mansur, de broer van de overleden sultan, aan de macht en verschafte hem een positie die sterk genoeg was om het land uit de greep van het Ottomaanse Rijk te houden.

## Geopolitieke context
Na twee jaar regeren werd de jonge sultan Abdallah Mohammed in 1576 van de macht verdreven door zijn oom Abd al-Malik. Hij ontkwam naar Spanje en vroeg militaire steun aan koning Filips II, die daar wel oren naar had maar nauwelijks mogelijkheden, omwille van de Tachtigjarige Oorlog. Meer gehoor vond Abdallah Mohammed aan het Portugese hof. De jonge koning Sebastiaan was erop gebrand zijn rijk uit te breiden en zijn religie te verspreiden, in het bijzonder naar de Maghreb, waar hij al enkele versterkte kustplaatsen bezat (Ceuta, Tanger, Mazagão). Zijn wens was het hele gebied te veroveren in wat Braudel "de laatste kruistocht van het mediterrane christendom" noemde. Ook de Ottomanen lonkten naar Al-Magreb al-Aqsa, het meest westelijke deel van Noord-Afrika. Hun militaire steun had Abd al-Malik aan de macht gebracht, maar hun nominale suzereiniteit over hem diende nog te worden geconsolideerd.

## Troepen en bewegingen
De legermacht van Portugal werd aangevoerd door de koning zelf en bevatte het kruim van de adel. Behalve Portugezen bestond hij ook uit Duitse en Italiaanse huurlingen. Het Duitse korps van 2800 à 3000 man onder bevel van Martin de Bourgogne was in de Nederlanden geworven met toestemming van de Staten-Generaal, die blij waren dat ze zich van de Spaansgezinde lastpakken konden ontdoen. In de praktijk waren er allicht veel Vlamingen en Walen onder deze "Duitsers". Het contingent van 600 Italianen stond onder bevel van de Engelse recusant Thomas Stukley. Daarnaast waren er duizenden "Moren" aangebracht door Abdallah Mohammed, die zijn troon hoopte te heroveren op zijn oom.
De vloot onder bevel van Don Diogo de Sousa lichtte het anker in Lissabon op 24 juni 1578. Onderweg deed ze nog Lagos, Cádiz en Tanger aan, waardoor het aantal schepen aangroeide tot meer dan 800. Midden juli legden ze aan in Asilah, waarvan de gouverneur hun kamp had gekozen. Met hun zware uitrusting waren de Europeanen allesbehalve aangepast aan de Noord-Afrikaanse hoogzomer. Ook talmden ze enige tijd waardoor hun voorraden slonken. Eind juli zetten ze zich in beweging richting binnenland, op zoek naar de vijand, die oprukte vanuit het zuiden. Tijdens de uitputtende mars bleven vele van de 36 kanonnen achter. Niet ver van Ksar-el-Kebir staken de Portugezen op 3 augustus de Oued El-Makhazine over. De volgende dag kwamen de legers tegenover elkaar te staan. Voor koning Sebastiaan was het de eerste veldslag.

## Veldslag
De Portugezen vormden een rechthoekige opstelling met de bagagetros en de ongewapenden in het midden. Ze beschikten misschien over zes stukken artillerie en hadden geen reserves. Hun enige hoop lag in een beslissende aanval. Tegen 11 uur in de ochtend begon de strijd met een uitwisseling van enkele salvo's kanon- en musketvuur. Vervolgens nam de Portugese infanterie, bewapend met pieken, het initiatief en drong diep door in de Marokkaanse gelederen, doch niet zonder gaten te laten vallen tussen de verschillende contingenten. Honderden Saadi-ruiters maakten er gebruik van om de blootgestelde voorwacht langs achter aan te vallen. Dit dwong Jorge de Lencastre, hertog van Aveiro, om vroeger dan voorzien in te grijpen met de eigen cavalerie. Zijn actie verliep goed en hij vervolgde ze door de linkerflank van de Saadi-hoofdwacht aan te vallen. De zieke Abd al-Malik vertoonde zich te paard om zijn wijkende mannen moed in te spreken, een inspanning die hij kort na afloop bekocht met een (niet-gewelddadige) dood. Dit werd voor zijn manschappen geheim gehouden om hen niet te demotiveren. Aan Portugese kant liet het gebrek aan reserves zich voelen, en toen de afstand tussen de ruiters groter begon te worden, liepen ze op een vernietigende tegenaanval van de Saadi-cavalerie. Aan de rechterkant had koning Sebastiaan het voorbeeld van Aveiro gevolgd en speelde hetzelfde scenario zich af: initieel succes, gevolgd door een tegenaanval alvorens het tot een hergroepering kon komen. De Portugese cavalerie werd de eigen rangen ingejaagd en zaaide daar wanorde. Koning Sebastiaan ging overal het gevecht aan om de rechthoekformatie te behouden, maar de Saadi-troepen overvleugelden hen langs alle kanten. De beslissing was reeds gevallen, maar de strijd ging nog enkele uren door. Weinigen konden vluchten. Zij bereikten de vloot die onder Diogo de Sousa lag te wachten in Larache. Abdallah Mohammed verdronk toen hij van zijn paard werd geworpen tijdens een poging over de rivier te komen. Koning Sebastiaan stierf in de strijd, al waren er geen betrouwbare ooggetuigen die konden navertellen hoe. Sommigen zeiden dat het gebeurde toen hij zich probeerde over te geven. Duizenden van zijn soldaten waren gesneuveld, maar dankzij de economie van het losgeld werden de overlevers niet afgemaakt. Onder deze krijgsgevangenen waren degenen die later verslag zouden doen: Duarte de Meneses (), Juan de Silva (), Vincent Le Blanc () en broeder Luis Nieto.

## Gevolgen
Voor de Portugezen was de nederlaag verpletterend op meerdere vlakken. In één klap waren ze hun koning, hun adel en hun leger kwijt. Bij gebrek aan nageslacht viel de troon toe aan Hendrik de Kuise, een bejaarde kardinaal. Toen die twee jaar later stierf, was de opvolging niet geregeld en ontstond een successiecrisis. Er liepen allerlei geruchten dat Sebastiaan niet werkelijk dood was en bedriegers doken op die zich voor hem uitgaven. Dom Antonio, die zoals vele edelen gevangen was genomen, wist terug te keren, maar kon zich – evenmin als de andere pretendenten – niet doorzetten tegen de machtige Filips II van Spanje. Na een invasie besteeg die in 1581 de Portugese troon. Dit maakte een einde aan het Huis Aviz en bracht Portugal in een decennialange personele unie met Spanje. In die periode zou het overzeese rijk desintegreren onder vooral Nederlandse druk. De Slag der Drie Koningen was dus een nationaal trauma, dat de extreme reactie van het sebastianisme opriep: men geloofde dat de koning nog leefde en zou terugkeren om het rijk te herstellen. Dit fenomeen bleef verschillende eeuwen bestaan en nam messianistische vormen aan.
Voor Marokko betekende de slag daarentegen een serieuze boost. De broer en rechterhand van de overleden Abd al-Malik werd op het slagveld uitgeroepen tot sultan en kreeg de regeernaam Al-Mansur ("de Overwinnaar"). De Portugese bedreiging viel weg en de positie tegenover de Spanjaarden en de Ottomanen was versterkt. Tijdens zijn regering zou Abd-al-Mansur de Ottomaanse suzereiniteit uithollen en de onafhankelijkheid van zijn dynastie verzekeren.
De Marokkaanse Joden, onder wie een groot deel Spaanstaligen die recent waren verdreven uit Iberië, toonden opluchting over de uitkomst van de slag en hun rabbijnen stelden zelfs een speciale poerim in (Pûrîm Sebastiano of Pûrîm de los cristianos) om de gebeurtenis jaarlijks te vieren. Een dergelijk lokaal feest kon worden afgekondigd na het afwenden van een dodelijk gevaar, want de gedwongen bekeringen en de inquisitie lagen vers in het geheugen. 
Veel van de "Duitse" huurlingen zijn na de nederlaag wellicht willens nillens achtergebleven en hebben zich in de Marokkaanse samenleving geïntegreerd.

## Herinneringsculturen
In Engeland schreef George Peele in 1594 het toneelstuk The Battel of Alcazar.
In de jaren 1930 richtten de Portugezen op het slagveld een stèle op. Dit gedenkteken, waarvan enkel nog de sokkel overblijft, wordt lokaal aangeduid als het "graf" van Sebastiaan.
In 1990 kwam de verfilming La batalla de los Tres Reyes uit, een Spaanse productie geregisseerd door Souheil Ben Barka en Oetsjkoen Nazarov.
De film A Batalha dos Três Reis van de Portugese regisseur Miguel Gonçalves Mendes werd in 2005 uitgebracht.

## Voetnoten
1. ↑  Valensi, p. 23
2. ↑  Valensi, p. 23-24
3. ↑  Fernand Braudel, La Méditerranée et le monde méditerranéen à l'époque de Philippe II, 1966, vol. II, p. 462
4. ↑  Henry de Castries, Les sources inédites de l'histoire du Maroc de 1530 à 1845, vol. I, 1906, p. 2
5. 1 2  Joos Vermeulen, Sultans, slaven en renegaten: de verborgen geschiedenis van de Ottomaanse rijk, 2001, p. 274
6. ↑  Berthier, p. 105
7. ↑  Indien hij de werkelijke auteur was van het boek gepubliceerd op naam van Girolamo Conestaggio.
8. ↑  Valensi, p. 128-130
9. ↑  Lucette Valensi, "Comment prouver la mort du roi. Le cas de Sébastien de Portugal" in: Les Cahiers du Centre de Recherches Historiques, 1990, § 6. DOI:10.4000/ccrh.2879